# ماريا إستر فاسكيز
ماريا إستر فاسكيز (بالإسبانية: María Esther Vázquez)‏ هي كاتِبة وصحفية أرجنتينية، ولدت في 4 أغسطس 1937 في بوينس آيرس في الأرجنتين، وتوفي بنفس المكان في 25 مارس 2017.